# Gennaro Iezzo
Gennaro Iezzo (* 8. Juni 1973 in Castellammare di Stabia (NA), Italien) ist ein ehemaliger italienischer Fußballtorhüter. Seine gesamte bisherige Profikarriere verbrachte er in Italien.
Seit der Saison 2005/06 spielte Iezzo als Torwart für die SSC Neapel. Mit dem Klub stieg er von der Serie C1 (dritte Italienische Liga) über die Serie B in die Serie A auf.